# Klippans köping
Denna artikel handlar om den tidigare kommunen Klippans köping. För orten se Klippan, för dagens kommun, se Klippans kommun.
Klippans köping var en tidigare kommun i Kristianstads län. 

## Administrativ historik
Klippans köping bildades 1945 genom en ombildning av Gråmanstorps landskommun där 22 januari 1887 municipalsamhället Klippan inrättats. 1952 inkorporerades Vedby landskommun och delar av Västra Sönnarslövs landskommun och 1971 ombildades köpingen till Klippans kommun.
Köpingen hörde till Klippans församling som före 1945 hette Gråmanstorps församling.

## Köpingsvapnet
Blasonering: I sköld en fors av silver, utformad som en högerstråle, bildad ovan av en vågskura och nedan av en rak skura samt gränsande ovan mot blått och nedan mot svart.
Vapnet fastställdes 1961. Det registrerades för Klippans kommun i PRV 1974.

## Geografi
Klippans köping omfattade den 1 januari 1952 en areal av 137,99 km², varav 136,32 km² land.

### Tätorter i köpingen 1960
| Tätort        | Folkmängd |
| ------------- | --------- |
| Klippan       | 5 256     |
| Söndraby      | 420       |
| Klippans bruk | 384       |
| Forsby        | 224       |
| Hyllstofta    | 205       |

Tätortsgraden i köpingen var den 1 november 1960 77,8 procent.

## Politik

### Mandatfördelning i valen 1946-1966
| 2 | 15 | 2 | 4 | 2 |

| 23 |

|  | 23 | 6 | 7 | 3 |

| 36 |

|  | 15 | 4 | 5 | 5 |

| 26 |

|  | 15 | 4 | 3 | 7 |

| 26 |

| 16 | 5 | 4 | 5 |

| 28 |

| 15 | 5 | 4 | 6 |

| 28 |